# Albert (Mondkrater)
Albert ist ein sehr kleiner Einschlagkrater auf der Mondvorderseite, im Mare Imbrium gelegen.

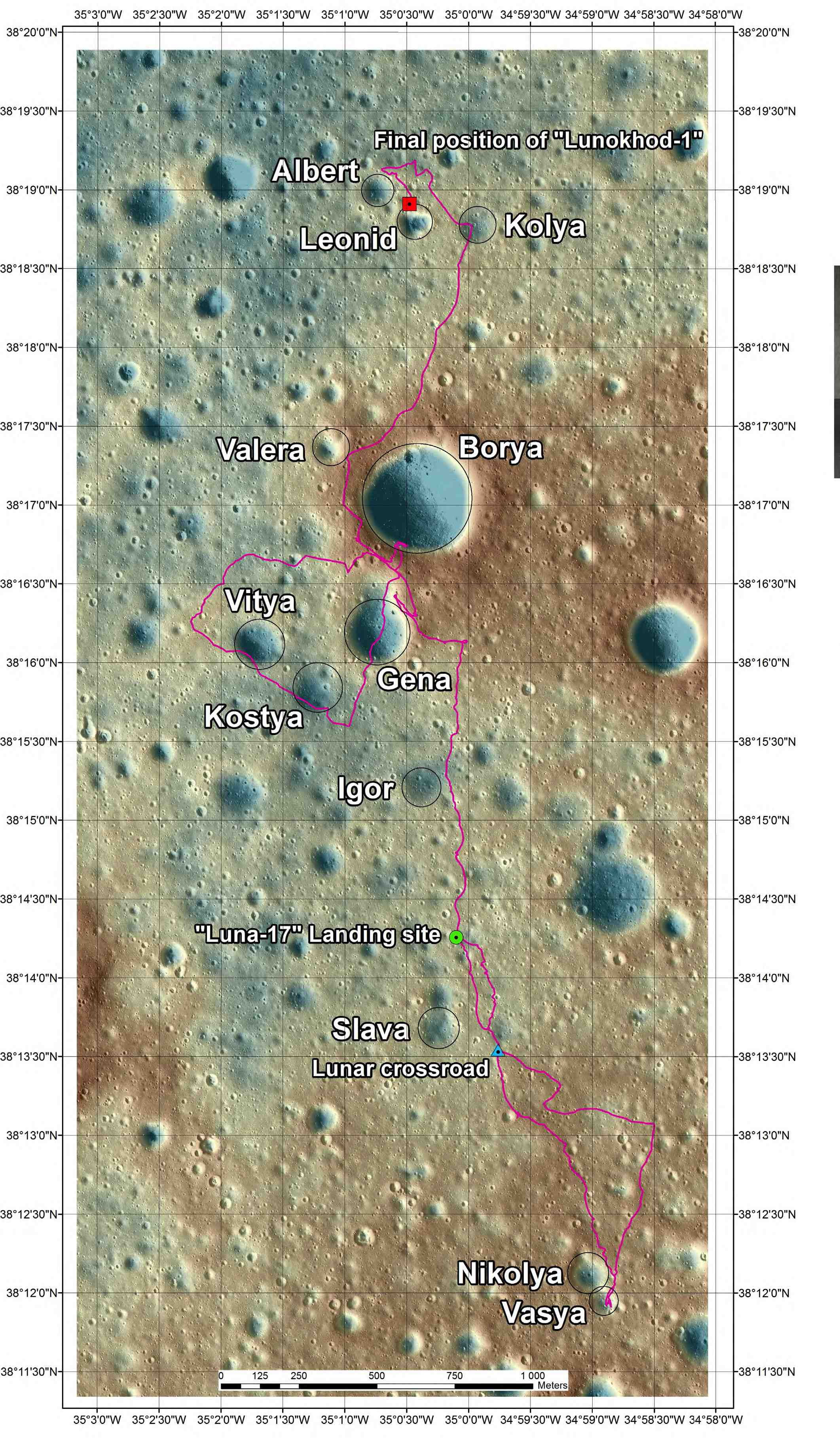
Verlauf der Lunochod-1-Mission, Albert liegt ganz im Norden des Kartenausschnitts

Der 10,54 km lange Weg, den das Mondmobil Lunochod 1 in der über elf Monate andauernden Mission in den Jahren 1970/71 zurückgelegt hatte, endete in der Nähe von Albert, wie erst 2010 durch den Lunar Reconnaissance Orbiter entdeckt wurde, nachdem die Endposition des  Mondmobils lange unbekannt war.
Albert hat keine Nebenkrater.
Mit dieser Benennung wird keine Person geehrt. Der Krater wurde 2012 von der IAU offiziell nach dem Vornamen Albert deutscher Herkunft benannt.